# Municipio de Hothouse
El municipio de Hothouse (en inglés: Hothouse Township) es un municipio ubicado en el  condado de Cherokee en el estado estadounidense de Carolina del Norte. En el año 2010 tenía una población de 1.591 habitantes.

## Geografía
El municipio de Hothouse se encuentra ubicado en las coordenadas 35°12′1.27″N 84°12′29.74″O / 35.2003528, -84.2082611.